# Система мини-футбольных лиг Латвии
Чемпионат Латвии по мини-футболу был основан в 1997 году, и проводится до сих пор.
Состоит из 4 уровней и 9 лиг. Точное количество клубов варьируется год от года, однако, исходя из 10 клубов на лигу, можно сказать, что в системе мини-футбольных лиг Латвии играет около 90 команд.
На вершине системы мини-футбольных лиг Латвии находится Высшая Лига, за ней следует Первая Лига, затем Региональные чемпионаты, и наконец, Третья Лига.

## Система мини-футбольных лиг Латвии
В таблице приведена современная система мини-футбольных лиг Латвии.
| Уровень | Лига                           | Лига                         | Лига                       | Лига                            | Лига                      | Лига                       |
| ------- | ------------------------------ | ---------------------------- | -------------------------- | ------------------------------- | ------------------------- | -------------------------- |
| 1       | Высшая Лига 8 клубов           | Высшая Лига 8 клубов         | Высшая Лига 8 клубов       | Высшая Лига 8 клубов            | Высшая Лига 8 клубов      | Высшая Лига 8 клубов       |
| 2       | Первая Лига 9 клубов           | Первая Лига 9 клубов         | Первая Лига 9 клубов       | Первая Лига 9 клубов            | Первая Лига 9 клубов      | Первая Лига 9 клубов       |
| 3       | Северо-Восточная Лига 6 клубов | Даугавпилсская Лига 8 клубов | Земгальская Лига 10 клубов | Вторая (Рижская) Лига 12 клубов | Курземская Лига 10 клубов | Латгальская Лига 11 клубов |
| 4       | Третья Лига 12 клубов          | Третья Лига 12 клубов        | Третья Лига 12 клубов      | Третья Лига 12 клубов           | Третья Лига 12 клубов     | Третья Лига 12 клубов      |